# Udo Schagen
Udo Schagen (* 27. September 1939 in Düsseldorf) ist ein deutscher Medizinhistoriker.

## Leben
Udo Schagen studierte von 1960 bis 1966 Medizin an den Universitäten München, Münster, Innsbruck und Hamburg. 1968 erfolgte in Hamburg seine Promotion zum Doktor der Medizin (Dr. med.) mit einer experimentellen Arbeit zur Kreislaufphysiologie. 1968 erhielt er die Approbation als Arzt; bis 1969 war er in verschiedenen Krankenhäusern im Rheinland tätig.
1969–1971 war er Stipendiat der Deutschen Forschungsgemeinschaft (DFG) und arbeitete als Wissenschaftlicher Mitarbeiter am Physiologischen Institut der Freien Universität Berlin (FU Berlin). 1971–1986 war als Abteilungsleiter für Planung und Administration der medizinischen Hochschulbereiche der Freien Universität Berlin (FUB) tätig und gehörte in dieser Funktion zum Planungsstab des FU-Präsidenten. Von 1986 bis 2004 war er anschließend Leiter der Forschungsstelle „Zeitgeschichte der Medizin“, zunächst an der Freien Universität Berlin, dann an der Charité Berlin. Von 2003 bis 2007 leitete er, gemeinsam mit Sabine Schleiermacher, das DFG-Projekt „Wissenschaftlicher Anspruch und staatliches Interesse. Die Hochschulmedizin an der Charité im Wechsel politischer Systeme 1933 und 1945“. Schagen ist seit seiner Emeritierung weiterhin als Gastwissenschaftler am Institut für Geschichte der Medizin und Ethik in der Medizin der Charité Berlin tätig.
Von 1971 bis 1998 war er außerdem Redakteur und Mitherausgeber der von ihm mitbegründeten und im Argument Verlag erschienenen Reihe „Kritische Medizin“ ist seitdem Mitglied des Redaktionsbeirats.
Schagen ist verheiratet. Er lebt in Altwustrow im Oderbruch.

## Forschungsgebiete
Zu Schagens Forschungsschwerpunkten gehören: Wissenschaftsgeschichte der Medizin, Aus- und Weiterbildung der Gesundheitsberufe, sowie Politik, Struktur und Entwicklung des Gesundheitswesens und der medizinischen Fakultäten in den politischen Systemen Deutschlands im Nachkriegsdeutschland, insbesondere in der SBZ und der DDR.
Intensiv beschäftigte sich auch mit der Erforschung der Medizin im NS-Staat. Hier untersuchte er auch die Geschichte der Charité während des Dritten Reichs. In dem ARD-Dokumentarfilm Die Charité – Geschichten von Leben und Tod, der im März 2017 auf Das Erste erstausgestrahlt wurde, gehörte Schagen zu den befragten Wissenschaftlern zur Geschichte der Charité. 
Biografische Porträts schuf Schagen u. a. zu Ferdinand Sauerbruch, Wolfgang Heubner, Otto Krayer, Hermann Stieve und Rolf Winau.

## Veröffentlichungen (Auswahl)
- Udo Schagen, Sabine Schleiermacher: 100 Jahre Geschichte der Sozialhygiene, Sozialmedizin und Public Health in Deutschland. Eine Dokumentation der Deutschen Gesellschaft für Sozialmedizin und Prävention (DGSMP), CD-Rom, Berlin 2005.
- Udo Schagen: Die Forschung an menschlichen Organen nach "plötzlichem Tod" und der Anatom Hermann Stieve (1862-1952). In: Die Berliner Universität in der NS-Zeit. Band II Fachbereiche und Fakultäten. Hrsg. v. Rüdiger vom Bruch unter Mitarbeit von R. Schaarschmidt. Franz Steiner Verlag. Stuttgart 2005, S. 35–54. ISBN 3-515-08658-7.
- Sabine Schleiermacher, Udo Schagen (Hrsg.): Die Charité im Dritten Reich. Die Indienstnahme medizinischer Wissenschaft im Nationalsozialismus. Ferdinand Schöningh Verlag. Paderborn 2008. ISBN 978-3-506-76476-8.
- Sabine Schleiermacher (Hrsg.), Udo Schagen (Hrsg.), Andreas Malycha (Mitarb.), Johannes Vossen (Mitarb.): Wissenschaft macht Politik. Hochschule in den politischen Systembrüchen 1933 und 1945. Franz Steiner Verlag. Stuttgart 2009. ISBN 978-3-515-09315-6.
- Nils Hansson, Udo Schagen: In Stockholm hatte man offenbar irgendwelche Gegenbewegung” – Ferdinand Sauerbruch (1875–1951) und der Nobelpreis. Zeitschrift für Geschichte der Wissenschaften, Technik und Medizin: Band 22, Heft 3 (2014), Seiten 133–161.
- Udo Schagen: „Würdiger“ Repräsentant deutscher Ärzte. Über Ferdinand Sauerbruch. Gesundheit braucht Politik. Zeitschrift für eine soziale Medizin. Heft 4, 2015. Seiten 17–18.